# 739 Mandeville
739 Mandeville је астероид главног астероидног појаса. Приближан пречник астероида је 107,53 ,
а средња удаљеност астероида од Сунца износи 2,738 астрономских јединица (АЈ).
Инклинација (нагиб) орбите у односу на раван еклиптике је 20,710 степени, а орбитални период износи 1655,534 дана (4,532 године). Ексцентрицитет орбите астероида износи 0,142.
Апсолутна магнитуда астероида износи 8,50 а геометријски албедо 0,060.
Астероид је откривен 7. фебруара 1913. године.